# Полица (Гросупље)
Полица (словен. Polica) је насељено место у општини Гросупље, Средњесловенска регија, Словенија.

## Историја
До територијалне реорганизације у Словенији била је у саставу старе општине Гросупље.

## Становништво
У попису становништва из 2011. године, Полица је имала 720 становника.
| Број становника према пописима | Број становника према пописима | Број становника према пописима |
| ------------------------------ | ------------------------------ | ------------------------------ |
| 1991                           | 2002                           | 2011                           |
| 278                            | 522                            | 720                            |

Напомена: Године 2002. умањено за део насеља који је припојен насељу Долења вас при Полици.